# Municipio de Owen (Iowa)
El municipio de Owen (en inglés: Owen Township) es un municipio ubicado en el condado de Cerro Gordo en el estado estadounidense de Iowa. En el año 2010 tenía una población de 259 habitantes y una densidad poblacional de 2,72 personas por km².

## Geografía
El municipio de Owen se encuentra ubicado en las coordenadas 43°2′44″N 93°5′13″O / 43.04556, -93.08694. Según la Oficina del Censo de los Estados Unidos, el municipio tiene una superficie total de 95.21 km², de la cual 95,18 km² corresponden a tierra firme y (0,03 %) 0,03 km² es agua.

## Demografía
Según el censo de 2010, había 259 personas residiendo en el municipio de Owen. La densidad de población era de 2,72 hab./km². De los 259 habitantes, el municipio de Owen estaba compuesto por el 93,05 % blancos, el 0,39 % eran afroamericanos, el 2,32 % eran asiáticos y el 4,25 % eran de una mezcla de razas. Del total de la población el 0 % eran hispanos o latinos de cualquier raza.